# 文森特·布鲁克斯
文森特·基思·布鲁克斯 （英語：Vincent Keith Brooks，1958年10月24日—），美国陆军退役上将， 前联合国军司令、韓美聯合軍司令部司令兼驻韩美军司令。布鲁克斯此前曾担任美國太平洋陸軍司令、美国第三集团军司令、美国陆军第1步兵师师长等职，于2016年4月30日任駐韓美軍司令。伊拉克战争期间，布鲁克斯担任陆军参谋部副作战总监，常负责面对媒体发布战况简报，提高了公众知名度，还曾担任陆军公众事务主任。布鲁克斯出生于军人世家，父亲和哥哥都曾在陆军服役，均为将官，布鲁克斯在西点期间曾担任西点学员的最高职务——学员旅长，是第一位担任该职务的非裔美国人。

## 外部連結
- General Vincent K. Brooks Interview with West Point Center for Oral History http://www.westpointcoh.org/interviews/pursue-excellence-in-everything-west-point-s-first-african-american-first-captain （页面存档备份，存于） see more at www.westpointcoh.org
- Vincent Brooks biography （页面存档备份，存于）
- Iraqis, coalition forces battle illegally-armed militias （页面存档备份，存于）
- Troops at Camp Liberty observe Dr. Martin Luther King Jr.’s birthday （页面存档备份，存于）

| 前任： 柯帝士·斯卡帕羅蒂 | 驻韩美军司令 2016年4月30日-2018年11月07日 | 繼任： 罗伯特·艾布拉姆斯 |